# يو أس أس لويس إتش. ويسلون جي آر(دي دي جي-126)

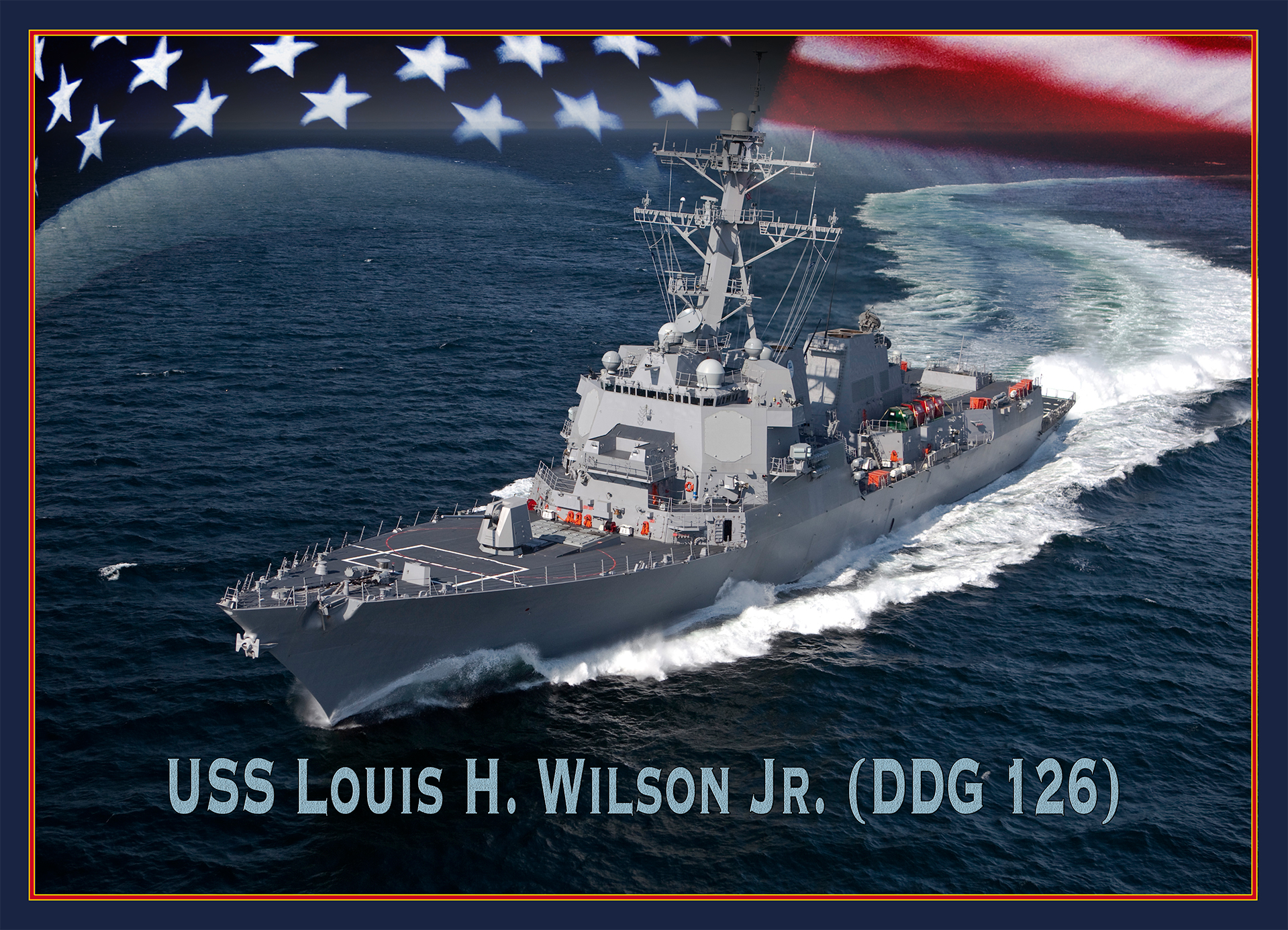

يو أس أس لويس إتش. ويلسون جي أر(دي دي جي-126)، هي مدمرة من فئة إيرلي بيرك تابعة للبحرية الأمريكية. هي 76 في فئتها، سميت على اسم قائد مشاة البحرية الأمريكية لويس ويلسون الابن، الحائز على وسام الشرف.
في 17 سبتمبر 2017 تم تغيير إسمها لإسم سكرتير البحرية الأمريكية راي مابوس.